# صفاقة (سلوك)

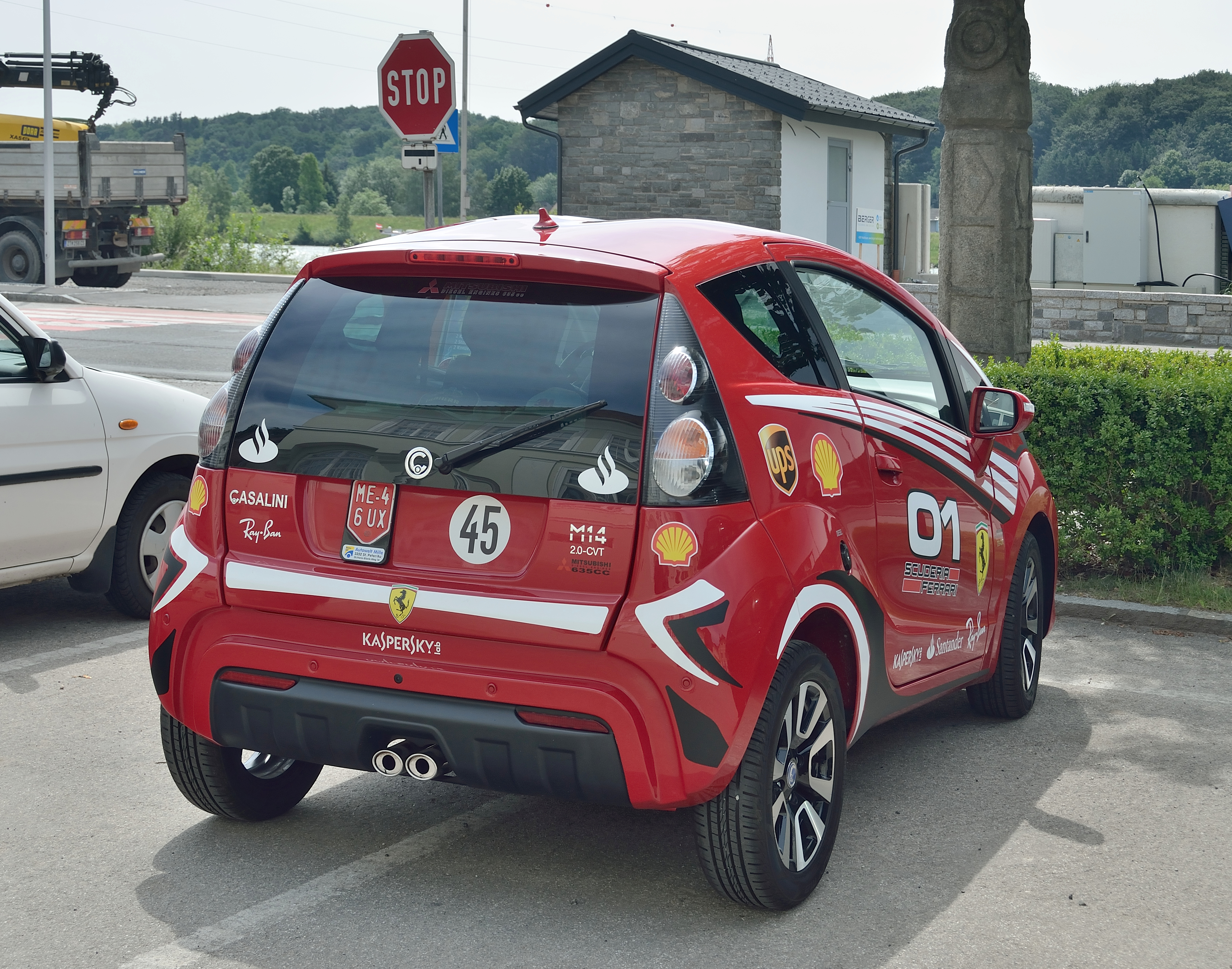
يعد شغل أكثر من موقف واحد في موقف السيارات من الصفاقة فهذا يعرقل يزعج سائقي السيارات الآخرين.

الصَّفَاقَة أو الوقاحة هي إظهار قلة الاحترام بعمل شيء أو القول به من خلال عدم الامتثال للمعايير الاجتماعية أو آداب السلوك لمجموعة أو ثقافة. وُضعت هذا المعايير لتكون حدودًا أساسًا للسلوك المقبول. الصفاقة تعني أن تكون غير قادر أو غير راغب في مواءمة السلوك مع هذه المعايير المعروفة لعامة الناس والتي فُرضت كما لو كانت نوعًا من القانون الاجتماعي، فيجني من يخالفها تداعيات وعقوبات اجتماعية ويكافأ من امتثلها.